# Chartreuse de Maggiano
La chartreuse de l'Assomption de la Bienheureuse Vierge Marie ou  chartreuse Sainte-Marie de Maggiano est un ancien monastère chartreux à Maggiano, au sud-est de Sienne en Toscane.

## Histoire
Cette chartreuse est fondée en 1314 par le cardinal de Sant'Eustachio, Riccardo Petroni (†1314). Son cousin Bindo Petroni, prévôt de la cathédrale de Bologne et notaire apostolique qui est sont exécuteur testamentaire, achète des terrains à cet effet.
La permission de construire est obtenue de l'évêque Roger de Casole. Les constructions commencent en 1316. La chartreuse est consacrée en 1324 et le prieur de Trisulti, Michel, en est nommé prieur. Le 24 mars 1324, Jean XXII envoie trois lettres, deux à Bindo, la troisième à l'évêque de Sienne. Dans la seconde lettre il lui donne la permission de se rendre en Italie pour les affaires de la succession du cardinal. Enfin il demande à l'évêque de Sienne de renouveler l'indulgence qui avait été octroyée au cardinal par Clément V en Janvier 1313 et qui était attachée à la fondation des monastères.
Pietro Petroni (it) en fait presqu’aussitôt un centre spirituel rayonnant.
Lors du siège de Sienne de 1554, la chartreuse est gravement endommagée. 
En 1594 et 1595, Bartolomeo Cesi décore la coupole de la chartreuse et peint L'Assomption de la Vierge pour l'autel de l'église, aujourd'hui au dôme de Sienne.
Le grand-duc de Toscane Léopold supprime la maison en 1785 ; l’église devient paroissiale sous le vocable de Saint Nicolas.
En 1969 , la chartreuse est entièrement restaurée par Renzo Mongiardino est devient un hôtel de luxe à la fin des années 1970.

## Personnalités liées à Maggiano

### Moines
- Bienheureux Pietro Petroni (it) (1311-1361), originaire de Sienne d'une famille noble, Pietro se consacre aux œuvres de miséricorde et de charité dans sa ville natale. A 17 ans, il entre à la chartreuse de Maggiano. Ordonné diacre , il est transféré à la chartreuse de Parm en 1333 où, pour ne pas être ordonné prêtre contre son gré, il décide de se couper l'index de la main droite, afin de ne pas pouvoir célébrer la messe. Il a le don de prophétie et celui de lire dans les cœurs. Après sa mort, des miracles ont lieu par son intercession[3].  Estimé par le fondateur des jésuites , Giovanni Colombini et par le pape Benoît XIV, le culte de Pietro Petroni a été accepté par l'église catholique sans proclamation régulière. Selon le calendrier chrétien-catholique, sa mémoire est rappelée le 8 mai.

- - Bernard Pellicioni (†1646), né à Saxuli, près de Modène, il est d’abord capucin. Il fait profession à la chartreuse de Bologne et devient successivement prieur des maisons de Bologne, Vedana, Padoue, Maggiano et Farneta.

### Autres
- Antonio di Neri Barili (it) (1453-1517), architecte et sculpteur sur bois italien, travaille aussi pour la Chartreuse de Maggiano (stalles)[4],[5].